# Un Noël d'amour
Albums de Nicole Martin
Le Goût d'aimer Cocktail de douceur
Un Noël d'amour est le 17e album studio de Nicole Martin. L'album est sorti en 1993 chez Disques Diva. Il est distribué par Warner Music Group, division du Canada.

## Liste des titres
| No  | Titre                            | Paroles                                                                           | Musique                                 | Durée |
| --- | -------------------------------- | --------------------------------------------------------------------------------- | --------------------------------------- | ----- |
| 1.  | Vive le vent                     | Francis Blanche                                                                   | James Pierpont                          | 2 :28 |
| 2.  | C’est la nuit de Noël            | Anny Versini                                                                      | Jean-Marc Versini                       | 3 :39 |
| 3.  | Noël blanc                       | Francis Blanche                                                                   | Irving Berlin                           | 3 :17 |
| 4.  | On oublie quelquefois de s’aimer | Pierre Delanoë                                                                    | Traditionnel                            | 3 :59 |
| 5.  | Les enfants oubliés              | Louis Amade                                                                       | Gilbert Bécaud                          | 3 :33 |
| 6.  | Le Bonhomme Hiver                | D. Smith                                                                          | F. Bernard                              | 2 :13 |
| 7.  | Minuit, chrétiens                | Placide Cappeau                                                                   | Adolphe Adam                            | 3 :47 |
| 8.  | Aimer quand même                 | John Newton (1725-1807) (traduction : Pierre Delanoë et Claude Lemesle)           | Traditionnel (Amazing Grace)            | 3 :25 |
| 9.  | Joyeux Noël                      | Mel Tormé et Robert (Bob) Wells                                                   | Mel Tormé et Robert (Bob) Wells         | 2 :59 |
| 10. | Un Noël d'amour                  | Ralph Blane (traduction : Nicole Martin)                                          | Hugh Martin                             | 3 :28 |
| 11. | Sainte Nuit                      | Joseph Mohr                                                                       | Franz Xaver Gruber                      | 3 :55 |
| 12. | Le Père Noël arrive ce soir      | John Frederick Coots et Haven Gillespie (traduction : auteur francophone inconnu) | John Frederick Coots et Haven Gillespie | 4 :10 |
| 13. | Petit Papa Noël                  | Raymond Vincy                                                                     | Henri Martinet                          | 4 :48 |
| 14. | Ave Maria (de Gounod)            | Traditionnel                                                                      | Charles Gounod et Johann Sebastian Bach | 3 :07 |
| 15. | Glory Alleluia                   | Traditionnel                                                                      | Traditionnel                            | 3 :37 |

## Singles extraits de l'album
- Un Noël d'amour
- Les enfants oubliés
- Vive le vent
- Le Père Noël arrive ce soir